# باري بورتون
باري بورتون (بالإنجليزية:Barry Burton) شخصية خيالية في لعبة ريزدنت إيفل وأحد أعضاء فرقة النجوم ظهر لأول مره في عام 1996 في لعبة ريزدنت إيفل (لعبة فيديو) وهو المسؤول عن المستودع.